# Rundfunk der DDR

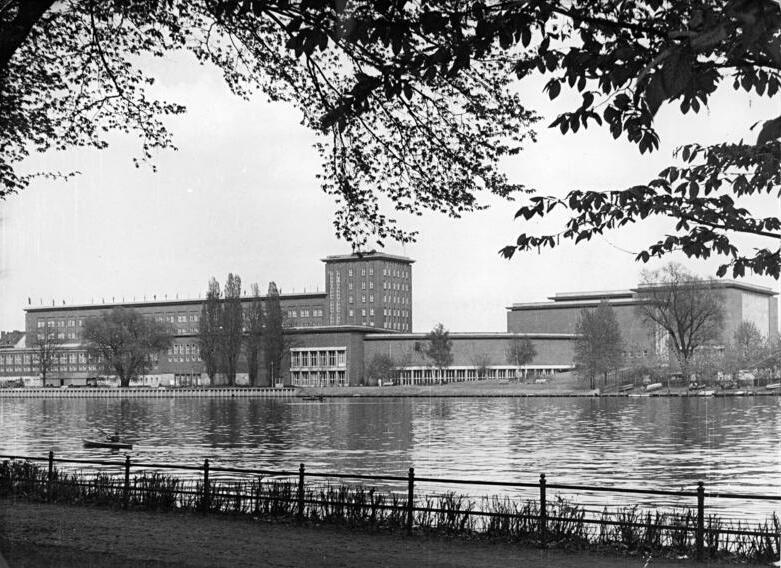
Budynek Rundfunk der DDR (1970)

Rundfunk der DDR (pol. Radio NRD) - państwowa rozgłośnia radiowa w Niemieckiej Republice Demokratycznej. Istniała od 13 maja 1945 roku do 31 grudnia 1991. Od 1956 roku seidziba centrali i budynek rozgłośni znajdowały się w Berlinie na Nalepastrasse. Radio dysponowało czternastoma rozgłośniami regionalnymi.

## Programy radia
Do końca lat 80. wschodnioniemieckie radio nadawało następujące programy:
- Radio DDR I - program informacyjny i rozrywkowy[2]
- Radio DDR II - program kulturalny i edukacyjny, dopołudnia były wypełnione programami rozgłośni regionalnych[3]
- Berliner Rundfunk - program regionalny dla Berlina
- Stimme der DDR - program informacyjny dla zagranicy
- DT64 - program młodzieżowy, status odrębnej rozgłośni uzyskał w roku 1986[4]
- Radio Berlin International - rozgłośnia nadająca program dla zagranicy w języku niemieckim i językach obcych[5].